# Necrosyrtes monachus

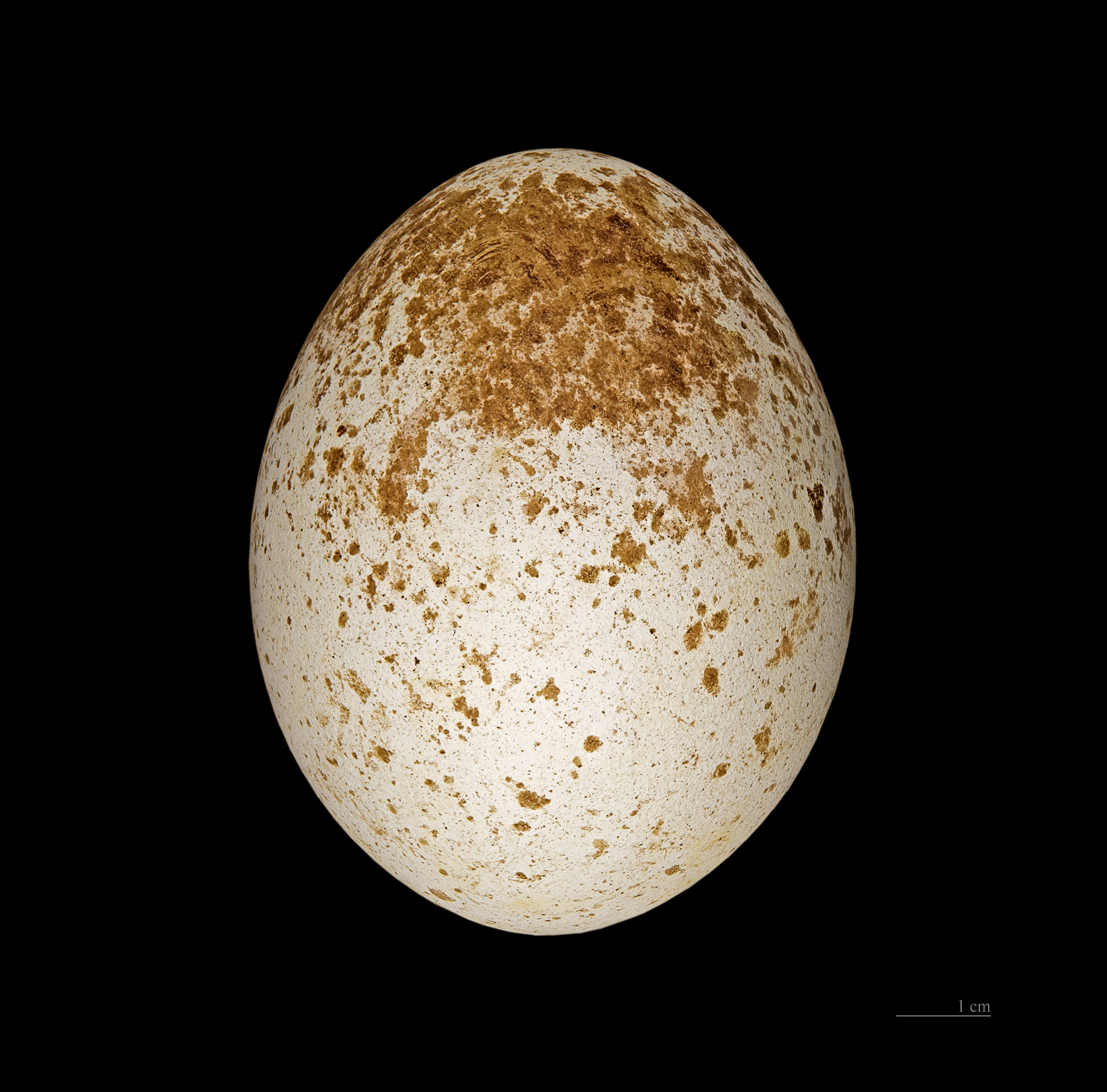
Necrosyrtes monachus

Necrosyrtes monachus là một loài kền kền trong họ Accipitridae.